# Brachionus sessilis
Brachionus sessilis is een raderdiertjessoort uit de familie Brachionidae. De wetenschappelijke naam van deze soort is voor het eerst geldig gepubliceerd in 1951 door Varga.